# Purgen
Pour la ville allemande, voir Pürgen.
 (octobre 2014).
Purgen (Пурген) est un groupe de punk rock et street punk russe. Il a été fondé en 1989 à Moscou.

## Membres

### Actuels
- Ruslan "Purgen" Gvozdev : chanteur
- Oleg "Diagen" Sobolev : guitare, chœurs
- Sergeï "Platon" Platonov : basse
- Anatoli Liovotchkin : batterie

### Anciens

#### Chœurs
- Alexander "Gnome senior" Beloglazov (1995—1998)

#### Guitare
- Evgueni "Bibis" Arenov (1992 — 1994)
- Guennadi "Tchikatilo" Filimonov (1995)
- Denis "Robots" Guerassimov (1995)
- Andréï "Poilu" Chvenov (1997 - 1998)
- Nikita Droujinin (2007 — 2013)
- Ruslan "Purgen" Gvozdev (1996 - sur certain concert encore actuellement)

#### Basse
- Guennadi "Tchikatilo" Filimonov (1991 - 1994)
- Denis "Panama" Pokrovski (1195)
- Denis "Cologne" (1996)
- Anatoli "Gogol" (1996 - 1997)
- Rutan "Crazy" Gourbanov (1997 — 2001, 2003, 2004 — 2005)
- Denis "Martin" Ouchakov (2001 — 2003)
- Alexeï "Vivisecteur" (2003 — 2004)
- Sergueï "Platon" Platonov" (2005 — 2007, 2012 — actuellement)
- Alexander "Alex" Tchikhanin (2008 — 2010, 2011)
- Nikita Droujinin (2007 — 2013)
- Alexander Pronin (2009 - 2012)

#### Tambours
- Oleg "Izerli" Voukhtiarov (1991 - 1994)
- Alexander "Gnome senior" Beloglazov (1995 — 1999)
- Sergueï "Buy" Baïbakov (1999 — 2004)[1]
- Dmitri "Croc" Antonov (2004 — 2007)
- Kiril "Kirioucha" Bakharev (2008)

## Discographie
- 1992 — Все Государства — концлагеря Vse Gosoudartsva — Kontslagueria
- 1993 — Трансплантация Мировоззрения Transplantatsia Mirovozzrenia
- 1995 — Радиационная активность из мусорного бака Radiatsionaia ktivnost iz moussornogo baka
- 1997 — Философия урбанистического безвремения Filosofia ourbanistitcheskogo bezvremenia
- 1999 — Токсидермисты городского безумия Toksidermisti gorodskogo bezoumia
- 2003 — Destroy For Creation (Разрушение для создания)
- 2004 — Протест Деталей Механизма Protect Detaleï Mekhanizma
- 2005 — Реинкарнация Reïnkarnatsia [2]
- 2007 — Трансформация идеалов Transormatsia idealnov (А и Б Рекордз)[3],[4]
- 2010 — Бог рабов Bog rabov(А и Б Рекордз)